# Пиенжунгийоки
Пиенжунгийоки (Рийнуойоки, Тоухутуринйоки) — река в России, протекает по территории Костомукшского городского округа Республики Карелии.
Река берёт начало из безымянной ламбины под названием Тоухутуринйоки, пересекает автодорогу местного значения 86К-45 («Войница — Вокнаволок — Костомукша») и впадает в озеро Рийнуоярви, откуда вытекает уже под названием Рийнуойоки. Далее, впадая в озеро Верхнее Пиенжунги и вытекая из Нижнего Пиенжунги, река уже несёт название Пиенжунгийоки, после чего впадает в озеро Верхнее Куйто восточнее деревни Вокнаволок. Длина реки — 20 км, площадь водосборного бассейна — 123 км².
Населённые пункты на реке отсутствуют.

## Данные водного реестра
По данным государственного водного реестра России относится к Баренцево-Беломорскому бассейновому округу, водохозяйственный участок реки — Кемь от истока до Юшкозерского гидроузла, включая озёра Верхнее, Среднее и Нижнее Куйто. Речной бассейн реки — бассейны рек Кольского полуострова и Карелии, впадает в Белое море.